# RMS Franconia (1922)
O RMS Franconia foi um transatlântico operado pela Cunard Line de 1922 a 1956. Ele foi o segundo das três embarcações da Cunard e ser nomeado de Franconia, sendo as outras RMS Franconia de 1910 e RMS Franconia de 1963.

## Pré-guerra
O Franconia foi lançado ao mar em 21 de outubro de 1922 nos estaleiros da John Brown & Co, na Escócia. Sua viagem inaugural ocorreu em junho de 1923, partindo de Liverpool com destino a Nova Iorque; ele esteve empregado nesta rota nos meses de verão até a Segunda Guerra Mundial. No inverno ele foi utilizado como um navio de cruzeiro.

## Serviço na guerra
Em setembro de 1939, ele foi requisitado como um navio de tropas. Ele se envolveu em uma colisão com um navio de tropas francês chamado Marietta Pacha, sendo escoltado para Malta pelo cruzador mercante armado RMS Alcantara. Apesar dos danos, a embarcação foi reparada a tempo de participar da Campanha da Noruega. Em 16 de junho de 1940, enquanto navegava para Saint-Nazaire como parte da Operação Ariel, ele foi danificado por uma bomba alemã, sendo escoltado de volta para Liverpool a fim de realizar seus reparos.
Mais tarde na guerra, ele transportou tropas para a Índia e participou de desembarques em Madagascar, norte da África, Itália e Açores. Em 1945, o Franconia foi usado como sede para o primeiro-ministro Winston Churchill e a delegação britânica na Conferência de Ialta. No final da guerra na Europa, a embarcação realizou viagens pelo Atlântico transportando tropas e refugiados dos EUA. Após o Dia V-J, ele foi usado para a repatriação de tropas britânicas, incluindo prisioneiros de guerra libertados da Índia. Durante seu serviço governamental, ele cobriu uma distância de 319.784 milhas (514.642 km) e transportou cerca de 189.239 militares.

## Pós-guerra
O Franconia foi devolvido a Cunard em junho de 1948, onde voltou para o estaleiro a fim de passar por algumas reformas, retomando o serviço de passageiros em 2 de junho de 1949 nas rotas de Liverpool para Quebec e Liverpool para Halifax. Em julho de 1950, a embarcação encalhou em Île d'Orléans no rio São Lourenço após deixar Quebec. Depois de ser retirado do recife, o navio foi reparado, voltando ao serviço em setembro de 1950. O Franconia foi aposentado em 1956 junto com o seu colega RMS Ascania, sendo substituído na rota canadense pelas embarcações Saxonia, Ivernia e Carinthia.